# کلونی‌پرازپام
کلونی‌پرازپام (انگلیسی: Cloniprazepam) یک مشتق بنزودیازپین و یک پیش‌داروی کلونازپام، ۷-آمینوکلونازپام و سایر متابولیت‌ها است.